# Памятник теплоходу «Кама»
Па́мятник теплохо́ду «Ка́ма» — одна из достопримечательностей города Байконура. Теплоход установлен на постамент на берегу реки Сырдарья, рядом с городской зоной отдыха.
Является историческим раритетом, напоминающим о некогда развитом судоходстве в бассейне реки Сырдарья и Аральском море.

## История
В конце 1960-х годов жизнь в закрытом городе Ленинске была однообразной. Постоянно вставал вопрос, как её улучшить и разнообразить. Выбор был сделан в пользу развития пешего и водного туризма .

Поскольку река Сырдарья в те годы была полноводной, в бассейне реки стал массово развиваться водный туризм. На одном из заводов был оборудован цех, выпускающий катера с навесными моторами. Благодаря этому на Байконуре появилась целая сеть различных судов, которые обеспечивали потребность жителей города и гостей космодрома.
В городе были оборудованы речная пристань и водная станция, на которой швартовались катера и лодки, принадлежащие космодрому, и личные, приобретённые в местном лодочном магазине.
Помощь в организации водного движения и туризма на реке оказал адмирал Н. Н. Амелько. Амелько бывал на полигоне и никогда не оставлял без внимания вопросы организации речных походов. Основное внимание уделялось походам в Аральское море. По берегам Сырдарьи часто можно было наблюдать останки кораблей царского флота, и хотя река представляла собой сложный фарватер с сотней островов, плавать по ней научились. Аральское море стало доступным для туристов из Байконура.
В дельте Сырдарьи был чрезвычайно богат и разнообразен животный мир. Здесь обитали утки, гуси, лебеди и пеликаны. В зарослях камышей бродили стада кабанов и камышовые коты. Сырдарья была местом воспроизводства рыбы Аральского моря. Здесь обитали осетры и жерехи, в больших количествах метавшие здесь икру, сазаны, вес которых достигал пяти килограммов. Это обстоятельство способствовало бурному развитию в этом районе охоты и рыбалки.
Туризм, в сочетании с рыбной ловлей и охотой, стал для байконурцев любимой формой проведения отпуска и досуга. Очень любили проводить отпуск на реке и советские космонавты. 
В те годы и появился на Сырдарье теплоход с необычным для этих мест названием — «Кама». Его история связана с приездом на космодром начальника Пермского высшего командно-инженерного училища. Генерал заинтересовался рассказами туристов и предложил им забрать у него один из двух закреплённых за училищем теплоходов.
Предложение было принято, и группа активистов из Байконура на катерах спустилась по реке Чусовая до места слияния Камы и Волги. Там их ждал белый теплоход, возглавляемый начальником училища. На теплоходе группа достигла Перми, где решался вопрос доставки теплохода на Байконур.
В итоге теплоход был разрезан на части и привезён на космодром железнодорожным транспортом. Уже на Байконуре был сварен, покрашен и спущен на воду Сырдарьи. Экипаж теплохода был набран из числа отставных офицеров и солдат, служивших на космодроме. Пассажирами первого рейса стали дети из Дворца пионеров.
С годами Сырдарья обмелела и сузилась, и теплоходу осталось место лишь в виде увеселительного заведения на берегу. С конца 1980-х годов в салоне теплохода располагались различные точки общепита: кафе «Ветерок», «Кама», «Титаник». Только лишь в 2018 году, с открытием новой городской зоны отдыха, теплоход-памятник был покрашен и приведён в нормальное состояние. На площадке за теплоходом в летнее время действует ресторан «Лагуна».